# Mbanga
Mbanga – miasto w Kamerunie, w Regionie Nadmorskim. Liczy około 43,6 tys. mieszkańców.